# Osiedle Międzytory
Osiedle Międzytory – dzielnica Hajnówki. Osiedle prywatnych domów położone między torem w kierunku Siedlec a torem do Białowieży.

## Nazwa i historia
Dzielnica dawniej zwana "Serny Worek" z racji kształtu na mapie, powstała przed II wojną światową. Pierwsza wieża ciśnień  w Hajnówce została wybudowana w 1935 na tym osiedlu. Zasilana była w wodę ze specjalnie wykopanych w tym celu w dolinie rzeki Leśnej stawów na tzw. Klimku. Wieża została zniszczona 15 lipca 1944 przez wycofujące się wojska niemieckie. Znajduje się tu mogiła żołnierzy poległych w okresie 1914-1920.

## Ulice
Bliska, Cicha, Księżycowa, Łagodna, Międzytory, Miła, Słoneczna, Wesoła